# Lista de filos de plantas

## SubreinoHidrophyta
(plantas aquáticas)
- Filo Chlorophyta (algas verdes)
- Filo Charophyta
- Filo Rhodophyta (algas vermelhas)
- Filo Glaucophyta (algas unicelulares)

## SubreinoEmbryophyta
(plantas terrestres)
- Superfilo Spermatophyta (plantas vasculares)
  - Filo Pinophyta (coníferas, árvores)
  - Filo Cycadophyta (cicadáceas)
  - Filo Pteridospermatophyta
  - Filo Ginkgophyta
  - Filo Pteridophyta (samambaias)
  - Filo Gnetophyta (gnetófitas)
  - Filo Magnoliophyta (angiospérmicas, monocotiledóneas)
- Superfilo Bryophyta sensu lato (plantas não vasculares)
  - Filo Marchantiophyta (hepáticas)
  - Filo Anthoceratophyta (antoceros)
  - Filo Bryophyta sensu stricto (musgos)